# ビエンホア駅
ビエンホア駅（ビエンホアえき、ベトナム語：Ga Biên Hòa / 𥩤邊和）はベトナム社会主義共和国のドンナイ省ビエンホアに位置するベトナム鉄道の駅。

## 駅周辺
- ビエンフン湖（ビエンフン公園）

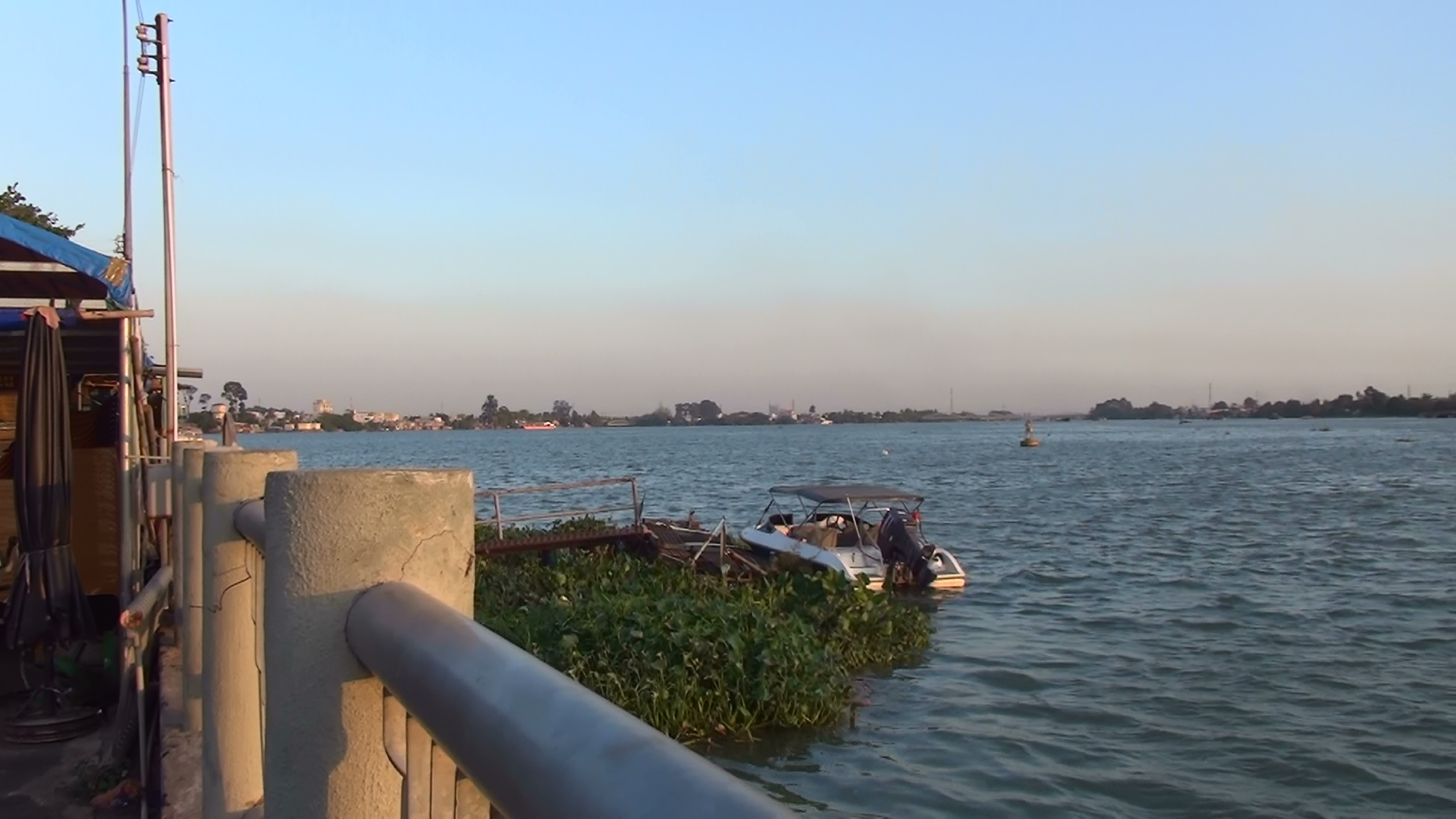
グエンバンチ公園から見るドンナイ川

- グエンバンチ公園 - ドンナイ川岸にある公園
- ビエンホア市場
- ビエンホア工業団地

バスターミナルが、駅からやや離れた地点の国道1A号線沿いにあり、ホーチミン市内方面にも接続している。

## ギャラリー

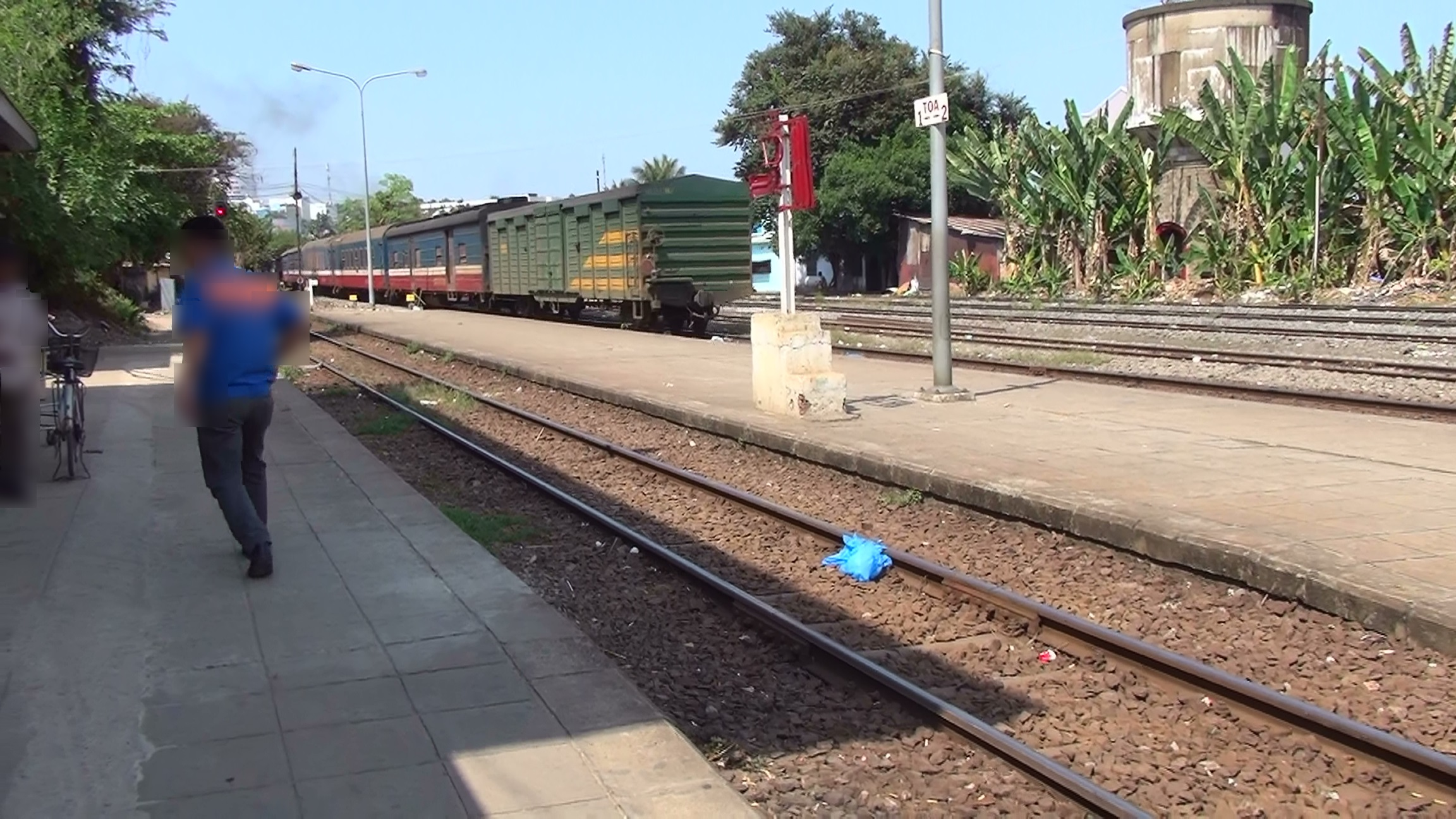
ハノイ駅方面に発車する普通列車（2014年2月）
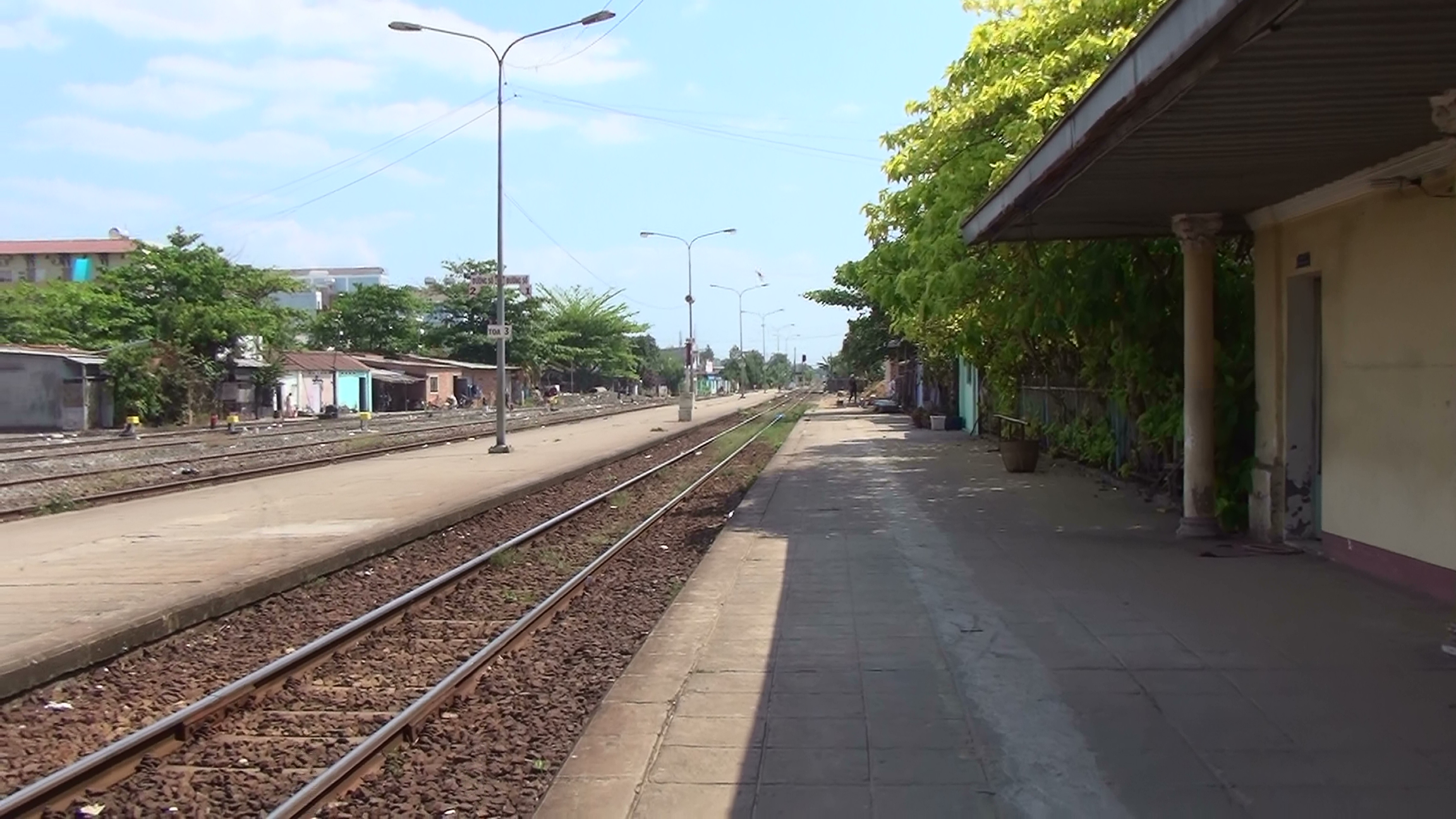
駅ホームのサイゴン駅方向（2014年2月）
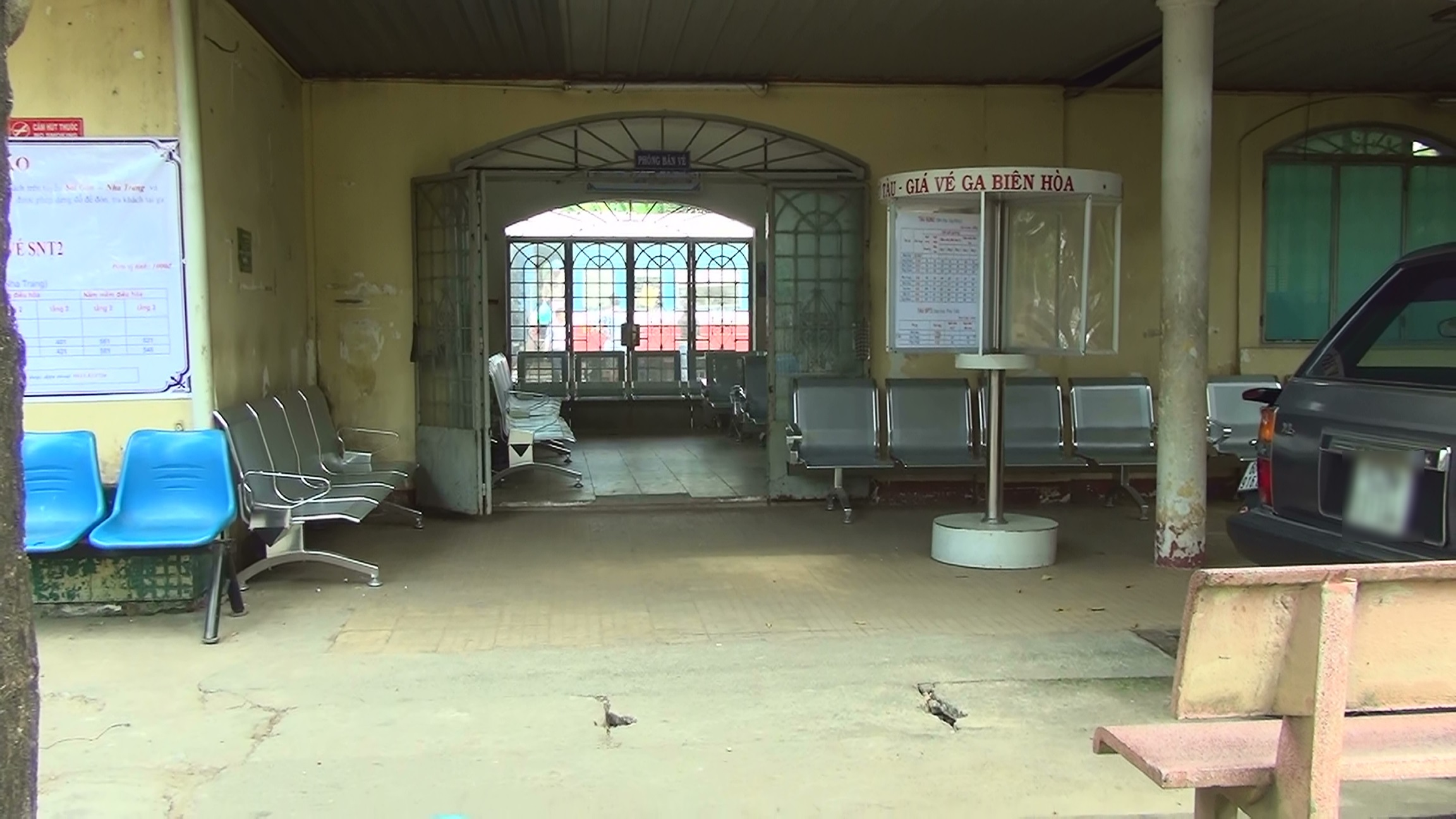
駅舎内チケット売り場入口（2014年2月）